# Most (film 2003)
Most – amerykańsko-czeski, krótkometrażowy film autorstwa Williama Zabki (scenariusz) i Bobby'ego Garabediana (reżyseria i scenariusz) z 2003 roku. Film był nominowany do Oscara w kategorii najlepszy film krótkometrażowy.
Most opowiada o człowieku samotnie wychowującym syna, pracującym jako operator mostu zwodzonego. Pewnego dnia ów ojciec staje przed tzw. dylematem wagonika. Jego syn, będąc blisko mostu, przypadkiem wpada do zapadni i niefortunnie ląduje na mechanizmie odpowiedzialnym za podnoszenie i opuszczanie mostu. Ojciec, widząc to zdarzenie oraz nadjeżdżający pociąg, ma do podjęcia decyzję: opuścić most, którego mechanizm zmiażdży syna, ale pozwolić, aby pociąg pełen pasażerów bezpiecznie przejechał, czy uratować syna kosztem jadących pociągiem ludzi. Wątek ten przeplata się z historią uzależnionej od narkotyków dziewczyny.
Fragmenty filmu z pociągiem przejeżdżającym przez most zwodzony zostały nakręcone w Szczecinie na kolejowym moście zwodzonym nad Regalicą.

## Nagrody
Oprócz nominacji do Oscara film zdobył wiele innych nagród, między innymi:
- Nagrodę za najlepszy film krótkometrażowy na festiwalu Dances With Film 2003
- Nagrodę Crystal Heart Award na Heartland Film Festival 2003
- Nagrodę za najlepszy film na Palm Springs International ShortFest 2003